# Ivar Lo-Johansson
Ivar Lo-Johansson, ursprungligen Ivar Johansson, folkbokförd som Karl Ivar Loe, född 23 februari 1901 på torpet Ådala under Hammersta gods, Ösmo socken, död 11 april 1990 i Stockholm, var en svensk författare.
År 1933 publicerade han romanen Godnatt, jord, vilken blev hans stora genombrott. Under 1930- och 1940-talet var han en aktiv samhällsdebattör i frågor som gällde statarnas, de äldres och de svenska romernas levnadsförhållanden i Sverige. Lo-Johansson har inspirerat många senare författare från arbetarklassen – inte minst genom sitt suggestiva sätt att skildra kroppsarbete, ensamhet, längtan bort och erotisk lust – och han har kallats både monumental och skandalös.

## Biografi

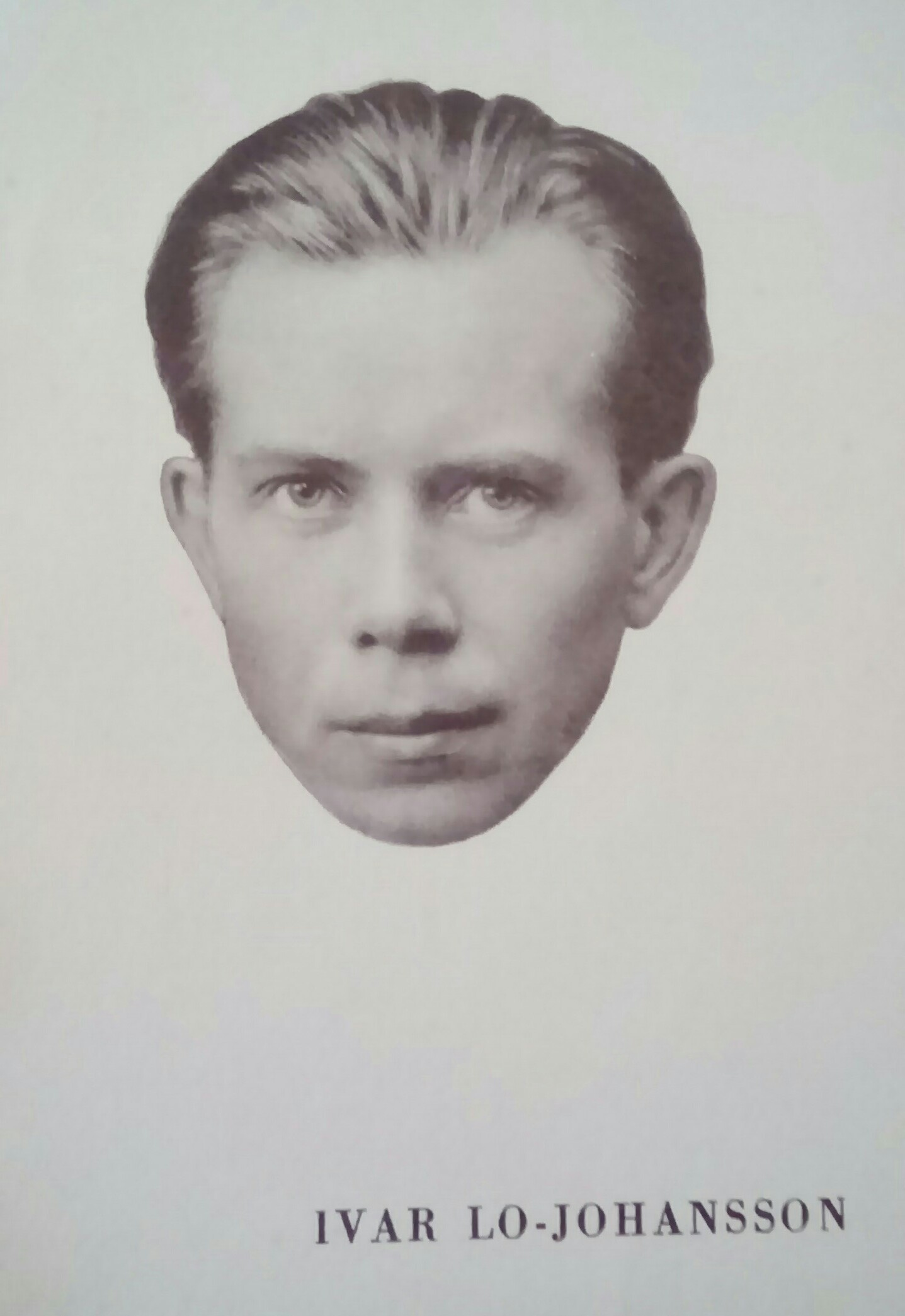
Bild ur antologin Ansikten från 1932.

Lo-Johansson var son till Johan Gottfrid Jansson (1857–1932) och Anna Lovisa Andersson (1863–1937). Han föddes i en arrendatorsfamilj, som senare, år 1911, flyttade till ett egnahemsbygge i Djurgårdsgrind. Hans far var i sin ungdom statdräng på godset Hammersta och i släkten fanns statare och jordarbetare sedan 1700-talet.
Lo-Johansson närde tidiga drömmar om att bli författare eller journalist. 1917 studerade han vid en folkhögskola som låg i närheten av hemmet. Skolan hade en elevtidning där han publicerade sina första texter i form av recensioner och vildmarksdikter. I tjugoårsåldern tog han sig in till Stockholm. Som ung man prövade han på flera olika yrken, bland annat lantarbetare,  skogsarbetare, gårdfarihandlare, brevbärare, kontorist, stenhuggare och skulptör, och var från omkring 1922 verksam som journalist. Mot slutet av 1920-talet gjorde han en serie reportageresor utomlands, bland annat till Ungern, Frankrike (där han även lärde känna Eyvind Johnson) och England, och inledde författarbanan. Lo-Johanssons första böcker var reseskildringar. Debutboken Vagabondliv i Frankrike utkom 1927.
År 1931 väckte Lo-Johansson uppseende med skriften Jag tvivlar på idrotten. År 1933 fick han sitt litterära genombrott med romanen Godnatt, jord och kom att räknas till den så kallade statarskolan.

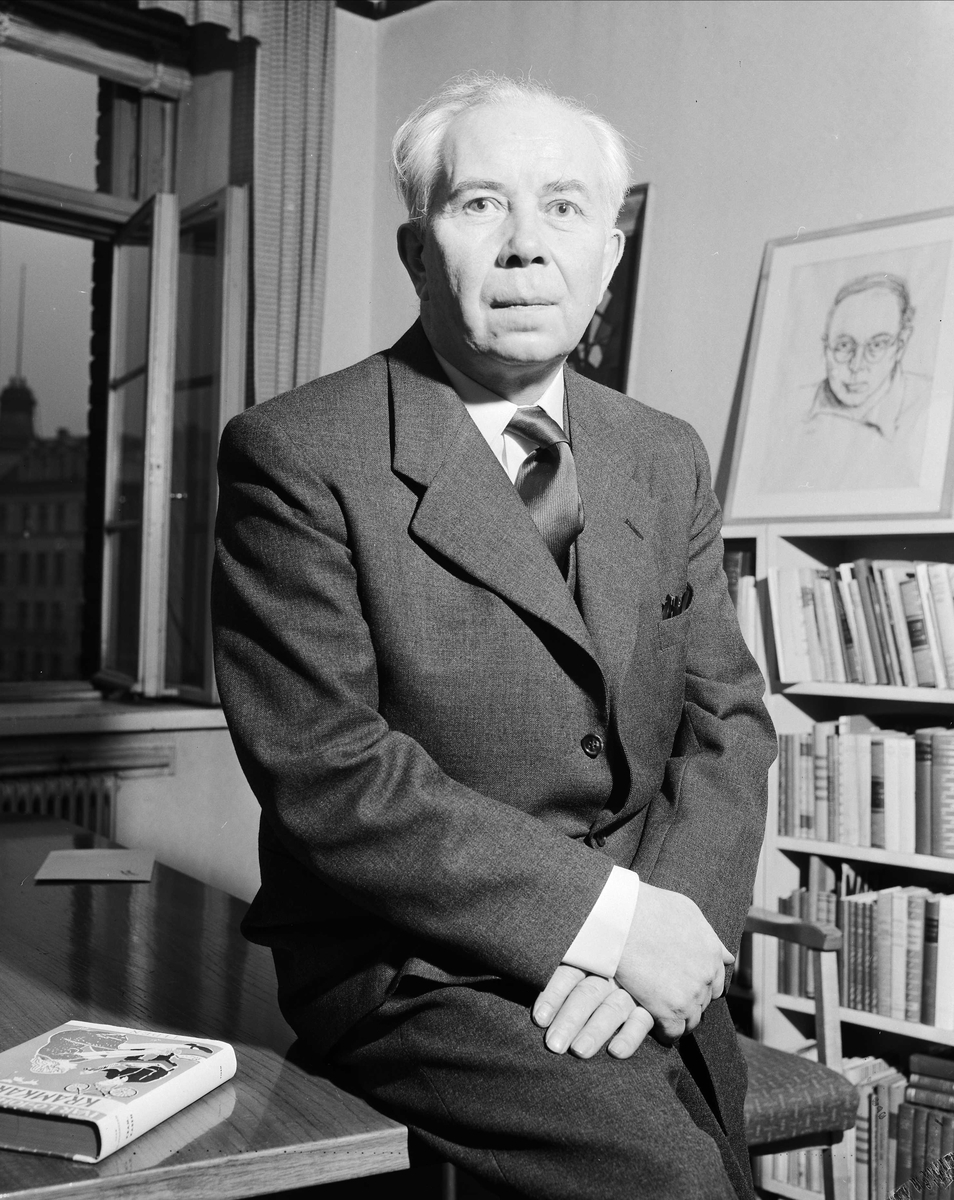
Ivar Lo-Johansson, 1953.

Under 1930- och 1940-talen engagerade Lo-Johansson sig i statarnas situation. Inte bara med belysande litterära verk utan också genom att resa runt i statarprovinserna och flitigt medverka i fackförbundstidningen Lantarbetaren, vilket bidrog till att statarsystemet avskaffades 1945. Senare engagerade han sig även med en serie reportage om den svenska åldringsvården.
År 1964 blev Lo-Johansson hedersdoktor vid Uppsala universitet. 1979 fick han Nordiska rådets litteraturpris för memoarboken Pubertet.
Lo-Johansson avled den 11 april 1990 på Ersta sjukhus i sviterna av prostatacancer. Han är gravsatt i minneslunden på Skogskyrkogården i Stockholm.

### Namnet
Namnet ”Lo” hör till efternamnsledet i författarnamnet. Han började använda skrivarnamnet "Ivar Lo" eller "Lo" från 1923 och ansökte om att få tillägget formellt registrerat innan författardebuten 1927. Enligt Lo‑Johanssons utsaga var "Lo" ett soldatnamn (båtsmansnamn) som funnits i hans släkt, men forskare har inte funnit någon släkting med det namnet i arkiven och litteraturforskaren Lars Furuland har dragit slutsatsen att Lo‑Johansson tagit namnet utan att ha haft någon anknytning till det.

## Författarskap
| Ivar Lo-Johansson i lantlig miljö omkring 1940. |  | Ivar Lo-Johansson (till höger) och Harry Martinson, 1940. |
| Ivar Lo-Johansson i lantlig miljö omkring 1940. |  | Ivar Lo-Johansson (till höger) och Harry Martinson, 1940. |

Under 1930-talet blev han en av de mest uppmärksammade och lästa proletärförfattarna och räknades till statarskolan. Han umgicks också i kretsen kring Klarabohemerna.
1931 publicerades hans pamflett Jag tvivlar på idrotten, som kritiserade idrottsrörelsen bland annat för att den ger uttryck för masshysteri. 1932 utkom han med sin första roman, Måna är död, som handlar om tvånget att välja mellan kärleken och författarskapet. Det stora genombrottet kom året därpå med Godnatt, jord, en skildring av statarmiljön och samtidigt en självbiografisk utvecklingsroman. Statarskildringarna fortsatte i novellsamlingarna Statarna (1936–1937) och Jordproletärerna (1940). Romanen Kungsgatan (1935) skildrar en ung man och en ung kvinna som lämnar landsbygden för storstaden och innehåller detaljerade skildringar av könssjukdomar och prostitution. Bara en mor (1939) är Ivar Lo-Johanssons äreminne över statarhustrun. Jordbrukets industrialisering är temat för kollektivromanen Traktorn (1943).
Lo-Johansson skrev 1929 och i mitten av 1950-talet två reportage om romer, varav det första hette Zigenare. En sommar på det hemlösa folkets vandringsstigar och det andra Zigenare – tjugofem år efteråt. I dessa reportage uttalar sig Lo-Johansson om romernas rasegenskaper på ett sätt som resulterade i att han hamnade i polemik med Katarina Taikon, som i mitten av 50-talet utkom med sin reportagebok Zigenerska.

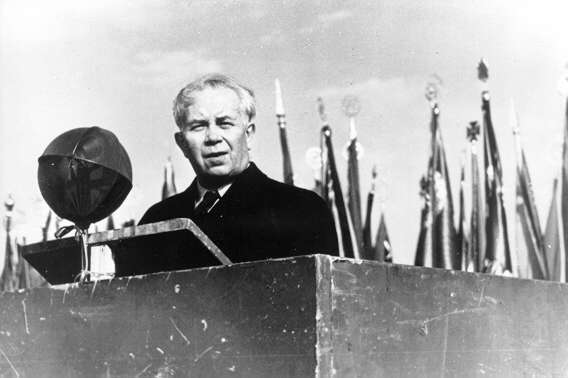
Ivar Lo-Johansson första maj-talar på Gärdet, 1956.

Med Analfabeten (1951) inledde Ivar Lo-Johansson en av kritiken väl mottagen självbiografisk berättelsesvit som kom att omfatta åtta volymer med huvudpersonen i de olika rollerna som Gårdfarihandlaren, Stockholmaren, Journalisten, Författaren, Socialisten, Soldaten och Proletärförfattaren. Serien av självbiografiska böcker hade alla omslag av Sven Erixson.
Efter att ha skrivit några romaner, bland annat kärleksskildringen Lyckan (1962), återvände Lo-Johansson till novellistiken med en lång rad samlingar, bland annat den så kallade Passionssviten (1968–1972). Med Pubertet (1978) inledde han sina memoarer, som kom att omfatta ytterligare tre delar.

## Privatliv
Lo-Johansson bodde från 1934 under hela sitt liv i en lägenhet på Bastugatan 21 i Stockholm. Han hade förhållanden med flera kvinnor men var aldrig gift och hade inga barn. Under några år mot slutet av 1950-talet hade han ett förhållande med författaren Sara Lidman; Lo-Johansson har berättat om denna tid och deras kärlek och skiljaktigheter i den postumt utgivna romanen Blå Jungfrun. Hans kärleksliv skildras i boken Ivar Lo och kärleken: kvinnorna i hans liv och verk av Margareta Wersäll.

## I samtiden
Statarsystemet hade börjat minska i omfattning, men Lo-Johanssons arbete, både genom att belysa det litterärt i novellsviterna Statarna (1936–1937) och Jordproletärerna (1941) och genom direkt agitation, bidrog till att det avskaffades i kollektivavtal 1945. Efter denna tidpunkt avvisade han alla direkta politiska lojaliteter i sitt skrivande men det hindrade inte att flera av hans senare böcker (till exempel Geniet, 1947) blev kontroversiella, inte minst genom hans förmåga att skildra erotiska motiv.

## Eftermäle

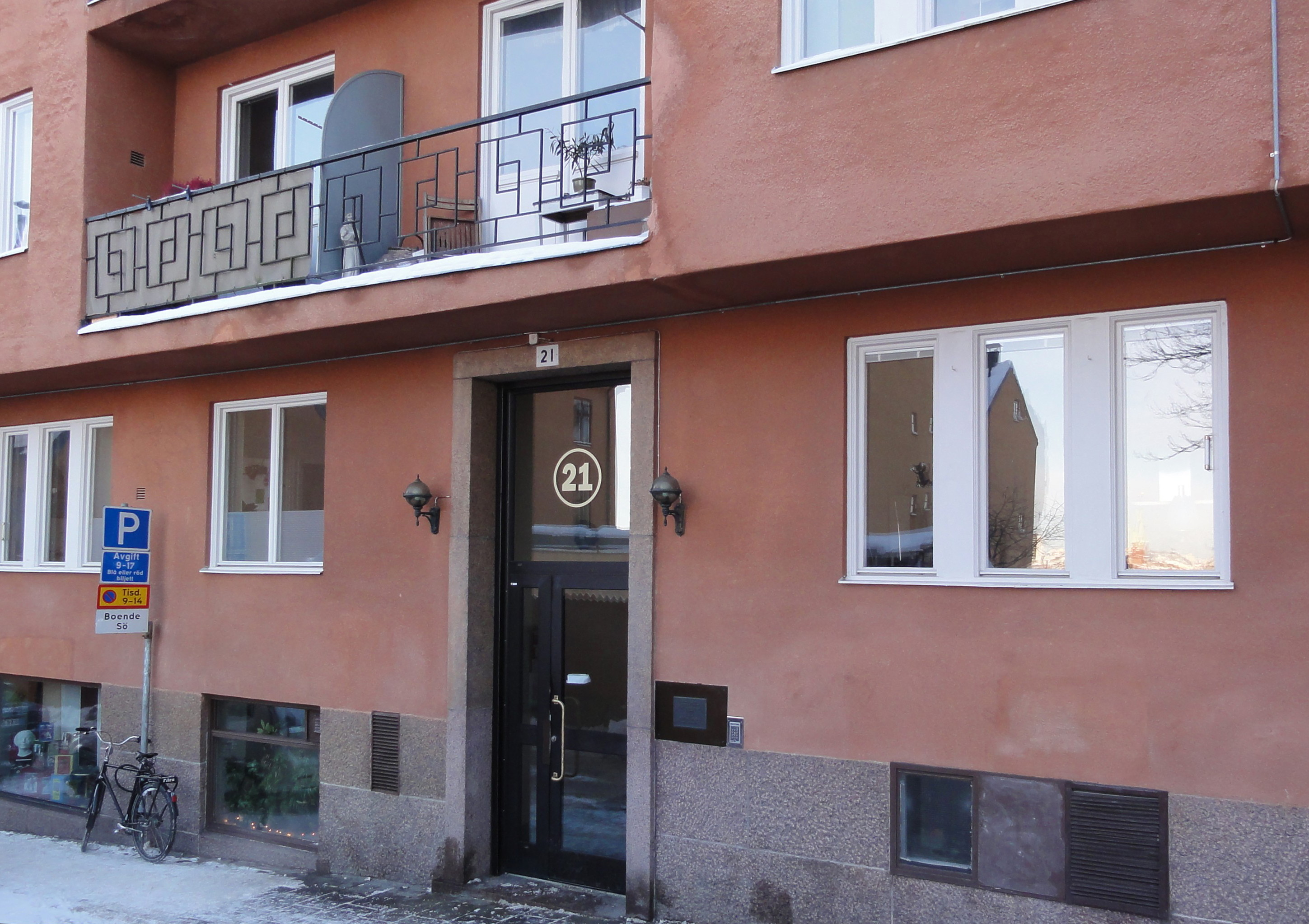
Ivar Lo-Johanssons bostad på Bastugatan 21 i Stockholm inrymmer sedan 1991 Ivar Lo-museet.

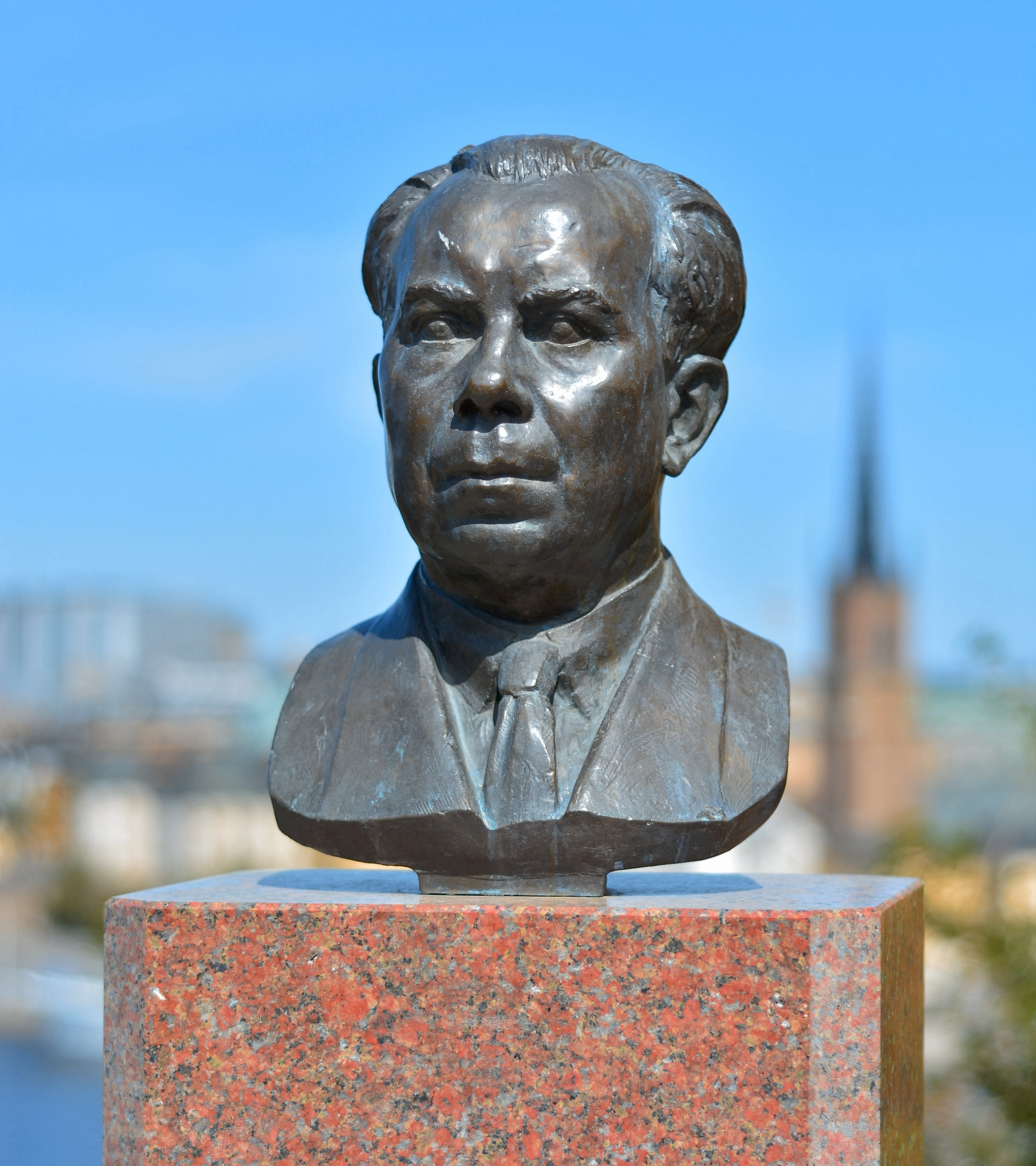
Byst föreställande Ivar Lo-Johansson i Ivar Los park.

Lo-Johansson har i Den svenska litteraturens historia (1995) utnämnts till ”den svenska arbetardiktningens centralgestalt överhuvudtaget”. Han ses både som traditionell vad gäller berättarstil och som en av de främsta företrädarna för en socialt inriktad modernism.
Ett litterärt pris, Ivar Lo-Johanssons personliga pris, instiftades enligt anvisningar i hans testamente. Detta är efter Nobelpriset det största i Sverige till en svensk författare (2012: 330 000 kronor). Vid sidan av detta instiftade LO på hans 85-årsdag 1986 ett författarpris kallat Ivar Lo-priset, med en prissumma på 125 000 kronor.
Ivar Lo-museet är inrymt på Bastugatan 21 i Stockholm, författarens bostad från hösten 1934.

## Dramatiseringar
Filmen Tuppen bygger på novellen Kvinnofabriken som ingår i novellsamlingen Lastbara berättelser. Romanen Godnatt, jord (1933), som handlar om ett statarliv på en gård i Södermanland, filmatiserades 1979 som TV-serie med Keve Hjelm som regissör. Bara en mor (1939), om statarkvinnan Rya-Rya, filmatiserades av Alf Sjöberg 1949. Romanen Kungsgatan (1935) filmatiserades 1943 med Gösta Cederlund som regissör. Novellen Bödeln och skökan (1969) filmatiserades 1986 med Hrafn Gunnlaugsson som regissör.

### Romaner
- Måna är död (1932)
- Godnatt, jord (1933)
- Kungsgatan (1935)
- Bara en mor (1939)
- Traktorn (1943)
- Geniet (1947)
- En proletärförfattares självbiografi (1951–1960) 
  - Analfabeten (1951)
  - Gårdfarihandlaren (1953)
  - Stockholmaren (1954)
  - Journalisten (1956)
  - Författaren (1957)
  - Socialisten (1958)
  - Soldaten (1959)
  - Proletärförfattaren (1960)
- Lyckan (1962)
- Astronomens hus (1966)
- Elektra. Kvinna år 2070 (1967)
- Blå Jungfrun. En roman om diktens födelse (postumt 1990)

### Novellsamlingar
- Ett lag historier (1928)
- Statarna (del 1–2, 1936–1937)
- Jordproletärerna (1941)
- Passionssviten (1968–1972)
  - Passionerna (1968)
  - Martyrerna (1968)
  - Girigbukarna (1969)
  - Karriäristerna (1969)
  - Vällustingarna (1970)
  - Lögnhalsarna (1971)
  - Vishetslärarna (1972)
- Ordets makt (1973)
- Nunnan i Vadstena (1973)
- Furstarna (1974)
- Lastbara berättelser (1974)

### Reportageböcker
- Vagabondliv i Frankrike (1927)
- Kolet i våld. Skisser från de engelska gruvarbetarnas värld (1928)
- Nederstigen i dödsriket. Fem veckor i Londons fattigvärld (1929)
- Zigenare. En sommar på det hemlösa folkets vandringsstigar (1929)
- Mina städers ansikten (1930)

### Diktsamlingar
- Ur klyvnadens tid (1931)
- Tisteldalen. Dikter (postumt, 1992)

### Memoarer
- Pubertet (1978)
- Asfalt (1979)
- Tröskeln (1982)
- Frihet (1985)

### Dokumentärböcker
- Statarna i bild (1948)
- Ålderdom (1949)
- Okänt Paris (1954)
- Zigenarväg (1955)

### Filmmanus
- 1943 – Kungsgatan
- 1949 – Bara en mor

### Stridsskrifter
- Jag tvivlar på idrotten (1931)
- Statarklassen i Sverige (1939)
- Monism. En sexualteori i Geniet (1948)
- Ålderdoms-Sverige (1952)

### Övrigt
- ”Statarskolan i litteraturen”. Avsikter : arton författare om sina verk. Stockholm: Bonniers. 1945. sid. 98-125. Libris 31113
- Att skriva en roman (1957)
- Till en författare (1988; essäer)
- Skriva för livet (1989)

## Priser och utmärkelser
- 1941 – Samfundet De Nios Stora Pris
- 1950 – Boklotteriets stipendiat
- 1952 – BMF-plaketten för Analfabeten
- 1953 – Doblougska priset
- 1953 – Litteraturfrämjandets stora pris
- 1964 – Hedersdoktor i Uppsala
- 1973 – Doblougska priset
- 1979 – Nordiska rådets litteraturpris för den självbiografiska romanen Pubertet
- 1982 – Hedenvind-plaketten
- 1986 – Ivar Lo-priset
- 1986 – Arbetets Låt leva-pris[11]

### Fotnoter
1. ↑  Ivar Lo-Johansson Pubertet, Månpocket 1981 sid. 5-19
2. 1 2  Lars Furuland (2010). Robert Janson. red. ”Hur Ivar Johansson blev Ivar Lo”. Ivar Lo (Ivar Lo‑sälskapet) 20:  sid. 8–11. Arkiverad från originalet den 17 december 2018. https://web.archive.org/web/20181217062915/http://www.ivarlo.nu/sites/default/files/Ivar%20Lo%202010.pdf. Läst 17 december 2018. Arkiverad 17 december 2018 hämtat från the Wayback Machine.
3. 1 2 3 4  Liv och verk Arkiverad 31 augusti 2018 hämtat från the Wayback Machine. Ivar Lo-sällskapet
4. ↑  Albert Bonniers Förlag. ”Ivar Lo-Johansson - Albert Bonniers Förlag”. www.albertbonniersforlag.se. http://www.albertbonniersforlag.se/Forfattare/L/Ivar-Lo-Johansson/. Läst 24 oktober 2017.
5. ↑  Alfredsson, Hans O. ”Ivar Lo-Johansson hette egntligen Loe”. SvD.se. https://www.svd.se/ivar-lo-johansson-hette-egntligen-loe. Läst 24 oktober 2017.
6. 1 2 3  ”Ivar Lo-Johansson – författaren och människan | Stockholms Stadsbibliotek”. biblioteket.stockholm.se. https://biblioteket.stockholm.se/boktips/stockholm-l%C3%A4ser/ivar-lo-johansson-%E2%80%93-f%C3%B6rfattaren-och-m%C3%A4nniskan. Läst 24 oktober 2017.
7. ↑  Mohtadi, Lawen. Den dag jag blir fri
8. ↑    - Wersäll, Margareta (2010). Ivar Lo och kärleken: kvinnorna i hans liv och verk. Stockholm: Natur & Kultur. ISBN 978-91-27-11990-1
9. ↑  Lagerberg, Hans (2003). Ivar & Eyvind. Ordfront förlag. sid. 229-235
10. ↑  Blomkvist, Göran. ”Ivar Los liv i ord och bild”. goto.glocalnet.net. Arkiverad från originalet den 17 december 2017. https://web.archive.org/web/20171217144353/http://goto.glocalnet.net/ivarlo/livoch.htm. Läst 24 oktober 2017.
11. ↑  Jansson, Bertil (11 februari 2001). ”Stiftelsen Ivar Lo-Johanssons stipendiefond - försök till summering efter 15 år”. Stiftelsen Ivar Lo-Johanssons Stipendiefond. Arkiverad från originalet den 19 januari 2016. https://web.archive.org/web/20160119125303/http://www.ivarlopriset.se/om-priset/forsok-till-summering-2001/. Läst 31 juli 2015.